# Хашегульгов, Султан Юсупович
Султан Юсупович Хашегульгов (род. 31 марта 1985, Орджоникидзевская, Чечено-Ингушская АССР) — российский офицер, полковник, командир артиллерийского полка в составе 58-й гвардейской армии, участник вторжения России на Украину. Герой Российской Федерации, награждённый медалью «Золотая Звезда» (08.12.2023).

## Биография
Родился 31 марта 1985 года в Чечено-Ингушской АССР.
В 2017 году майор Хашегульгов занял 1-е место в соревнованиях «Командирские старты» (номинация батальон).
В 2020 году подполковник Хашегульгов был победителем офицерского троеборья в Южном военном округе в номинации до 40 лет.
С 24 февраля 2022 года принимал участие во вторжении России на Украину в должности замкомандира полка 58-й гвардейской общевойсковой армии. 3 августа 2022 появилась информация, что подполковник Султан Хашегульгов награждён орденом Мужества «за уничтожение миномётных батарей ВСУ». В декабре 2022 года Хашегульгов получил от главы Ингушетии бронированный автомобиль «Нива».
В апреле 2023 года Хашегульгов уже имел три ордена Мужества. 8 декабря 2023 года подполковник Султан Хашегульгов получил Золотую Звезду из рук президента России Владимира Путина.

## Награды
- Герой Российской Федерации (2023)
- 3 ордена Мужества
- Орден «За военные заслуги» (Россия)
- 2 Медали «За боевые отличия»